# بايريش سينشفاهرت

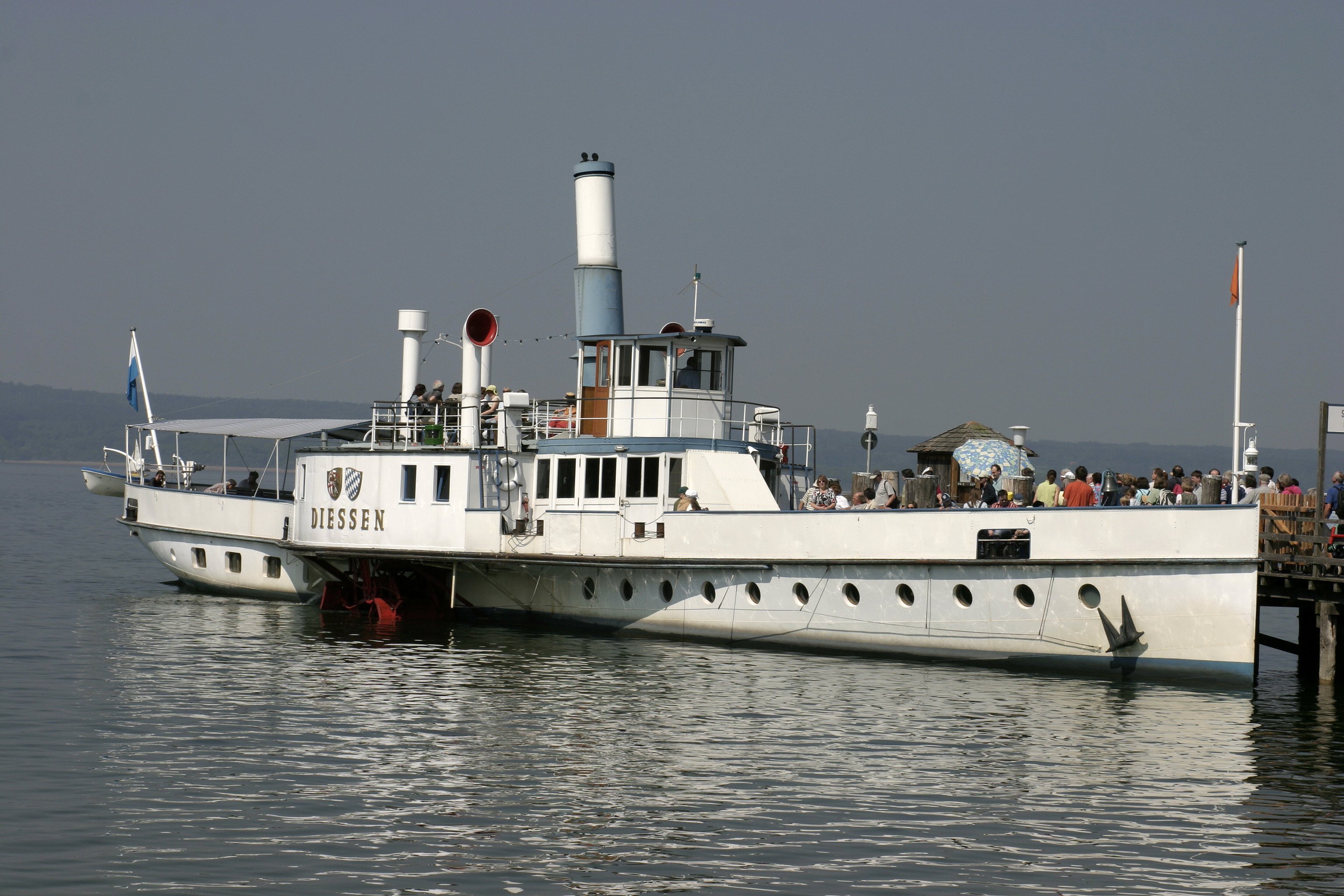
سفينة التجديف ديزسن على نهر أميرسي

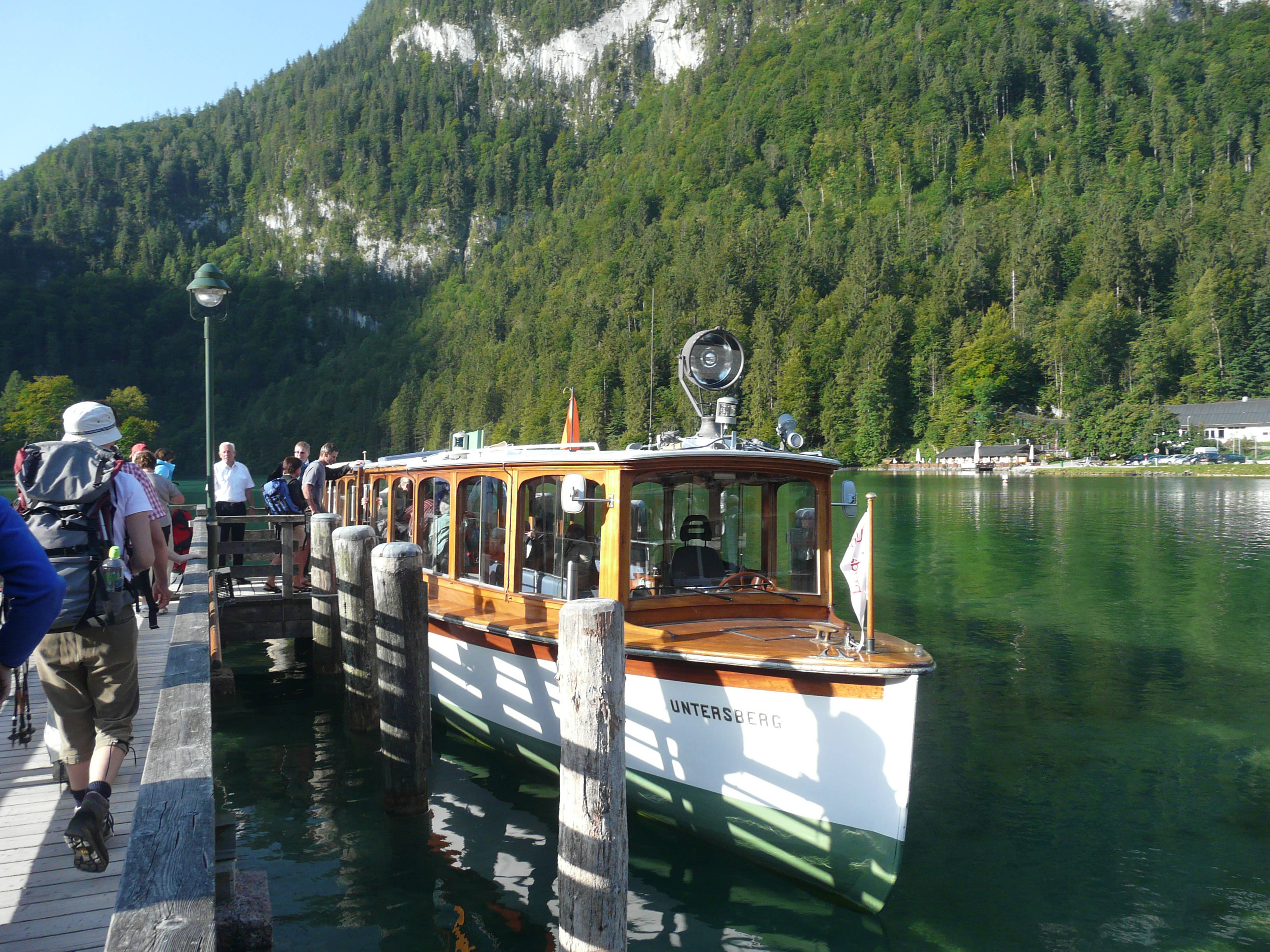
إطلاق ركاب كهربائي في شونآو أم كونيغزيه على كونيغزيه

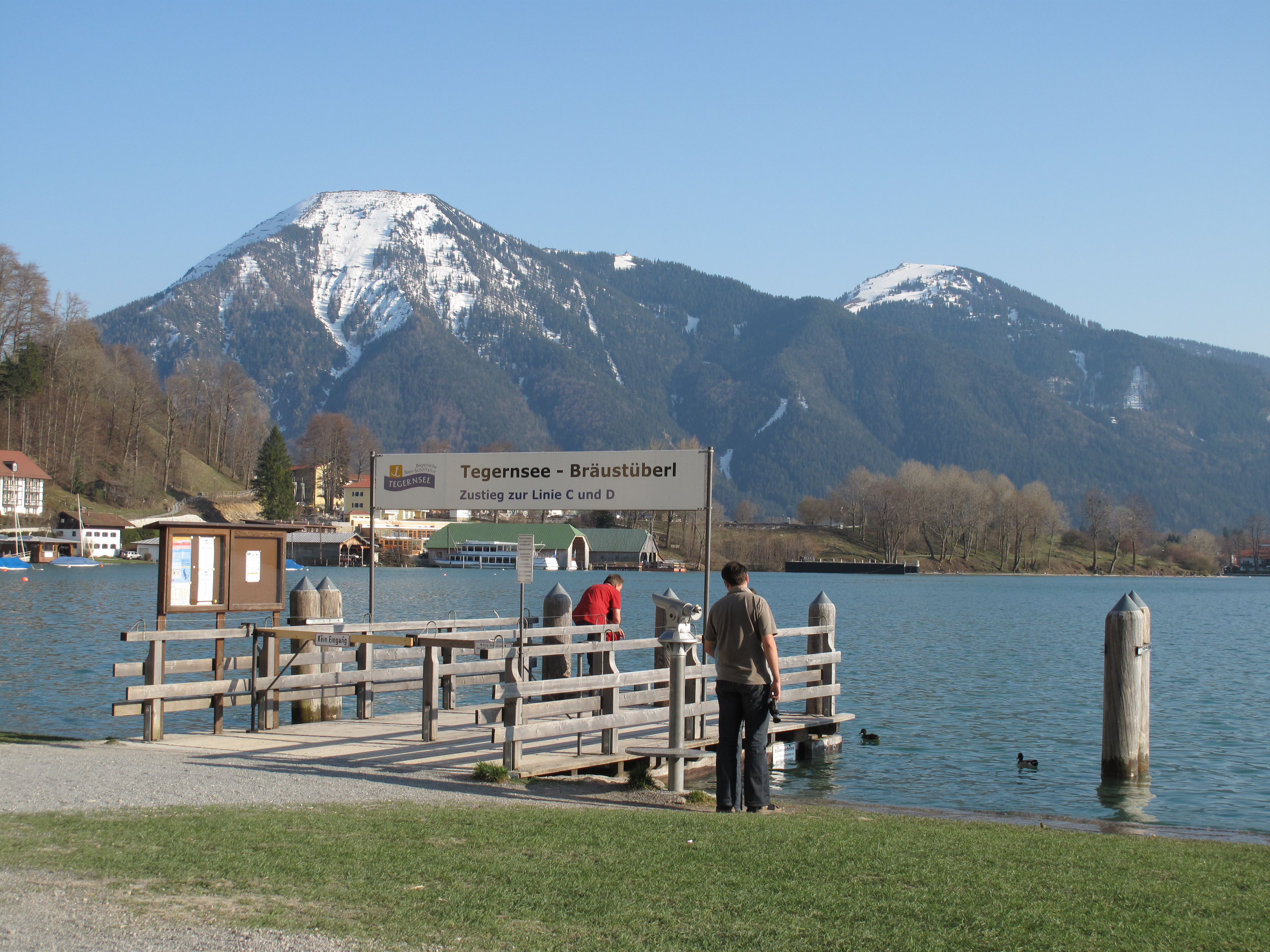
منصة هبوط الشركة على نهر تيغرنسي ، مع وجود ساحة للقوارب في الخلفية

شركة بايريش سينشفاهرت ، أو شركة البحيرات البافارية للشحن ، هي شركة تقوم بتشغيل خدمات الشحن على عدة بحيرات في ولاية بافاريا الألمانية . تعمل الخدمات في كونيجسي ، و بحيرة شتارنبيرغير ، وأميرسيه ، و بحيرة تيغرنزيه .
شركة بايريش سينشفاهرت تم إنشائها في عام 1997، لتشغيل الخدمات على البحيرات الأربع التي كانت تديرها في السابق حكومة ولاية بافاريا بشكل مباشر. يعود تاريخ هذه الخدمات إلى عام 1851 (في نهر شتارنبرجر)، وعام 1879 (في نهر أميرسي)، وعام 1894 (في نهر تيغرنسي)، وعام 1909 (في نهر كونيغسي). والشركة مملوكة لولاية بافاريا، ويعمل بها حوالي 160 موظفًا.
وتقوم الشركة بتشغيل 34 سفينة من مختلف الأنواع. على متن سفينة أميرسي، يتم تشغيل أسطول من السفن الآلية ، بما في ذلك السفن التي تعمل بالمروحة والسفن التي تعمل بالمجداف . أحد هذه الأخيرة، ديسن ، يعود تاريخه إلى عام 1908 وكان في الأصل يعمل بالبخار . يتم تشغيل السفن ذات المحركات التقليدية التي تعمل بالمروحة في بحيرة شتارنبيرغير وبحيرة تيغرنزيه. يُسمح فقط بعمليات الإطلاق التي تعمل بالبطاريات الكهربائية في كونيغسي الحساسة بيئيًا، ويتم تشغيل أسطول مكون من 18 عملية إطلاق من هذا القبيل.
يتم تشغيل خدمات ركاب مماثلة على بحيرة كيمزيه ، أكبر بحيرة داخلية في بافاريا، من قبل شركة كيمزيه تشيفهاررت التابعة للقطاع الخاص . يقوم أسطول بحيرة كونستانس الأبيض الدولي بتشغيل خدمات العبارات والرحلات البحرية على بحيرة كونستانس ، التي تمتلك بافاريا شاطئًا عليها.